# Municipio de Hardin (condado de Webster)
El municipio de Hardin (en inglés: Hardin Township) es un municipio ubicado en el condado de Webster en el estado estadounidense de Iowa. En el año 2010 tenía una población de 140 habitantes y una densidad poblacional de 3,57 personas por km².

## Geografía
El municipio de Hardin se encuentra ubicado en las coordenadas 42°14′46″N 93°56′47″O / 42.24611, -93.94639. Según la Oficina del Censo de los Estados Unidos, el municipio tiene una superficie total de 39.25 km², de la cual 38,71 km² corresponden a tierra firme y (1,36 %) 0,53 km² es agua.

## Demografía
Según el censo de 2010, había 140 personas residiendo en el municipio de Hardin. La densidad de población era de 3,57 hab./km². De los 140 habitantes, el municipio de Hardin estaba compuesto por el 99,29 % blancos y el 0,71 % eran de una mezcla de razas. Del total de la población el 0 % eran hispanos o latinos de cualquier raza.